# Anicetus Bongsu Antonius Sinaga
Anicetus Bongsu Antonius Sinaga est un évêque indonésien,  archevêque de Medan en Indonésie de 2009 à 2018.

## Biographie
Anicetus Bongsu Antonius Sinaga est un Batak toba qui est né non loin du Lac Toba

### Formation
Il entre tôt chez Frères mineurs capucins et est ordonné prêtre le 13 décembre 1969.

### Évêque
Le 24 octobre 1980, Jean-Paul II le nomme Évêque dans le tout nouveau Diocèse de Sibolga. Il reçoit l'ordination épiscopale le 6 janvier 1981 des mains du Jean-Paul II
Le 12 février 2009, il succède à Mgr Alfred Gonti Pius Datubara comme archevêque de Medan. Il conserve cette fonction jusqu'au 8 décembre 2018. 